# 高垣敏博
高垣 敏博（たかがき としひろ、1949年6月 - ）は、日本の言語学者。専門は、スペイン語学。学位は、博士（学術）。東京外国語大学名誉教授。神奈川大学外国語学部特任教授。

## 略歴
- 1975年3月  大阪外国語大学外国語学部卒業
- 1977年3月  大阪外国語大学大学院外国語学研究科修士課程修了
- 1980年4月  京都産業大学外国語学部講師
- 1984年4月  京都産業大学外国語学部助教授
- 1992年4月　京都産業大学外国語学部教授
- 1996年4月　東京外国語大学外国語学部教授
- 2009年4月  東京外国語大学総合国際学研究院（言語文化部門・言語研究系）教授（大学院重点化による所属変更）
- 2013年3月　東京外国語大学より、博士（学術）学位授与
- 2015年3月　東京外国語大学定年退職
- 2015年4月　東京外国語大学名誉教授・神奈川大学外国語学部特任教授

## 編著書
- 「スペイン語受動文の生産性について」『スペイン語学論集—寺崎英樹教授退官記念論文集--』2004年、pp.72-82. くろしお出版
- 『ポケットプログレッシブ西和・和西辞典』〈共編著〉2003年、小学館
- 『新スペイン語入門』2001年、NHK出版
- 『日本語とスペイン語（3）』（共編著）2000年、国立国語研究所（くろしお出版）